# 语法互操作性
语法互操作性，又称为语法协同工作能力、语法互用性、句法互操作性、句法协同工作能力或者句法互用性，是互操作性的一种层次。IEEE（Institute of Electrical & Electronic Engineers，电气与电子工程师协会）对互操作性做出了如下定义：

两个或多个系统或组成部分之间交换信息以及对所已经交换的信息加以使用的能力

从IEEE的上述定义来说，语法互操作性就是指两个或多个系统或组成部分之间交换信息的能力。
对于深入推进互操作性的任何工作而言，语法互操作性都不可或缺。如果一个系统能够进行通讯和交换数据，那么，它就具备语法协同工作能力。就数据的通讯而言，基本的要素包括规定的数据格式、通讯协议以及接口描述等等。一般而言，XML或SQL标准提供的就是语法互操作性。